# Surf kayaking

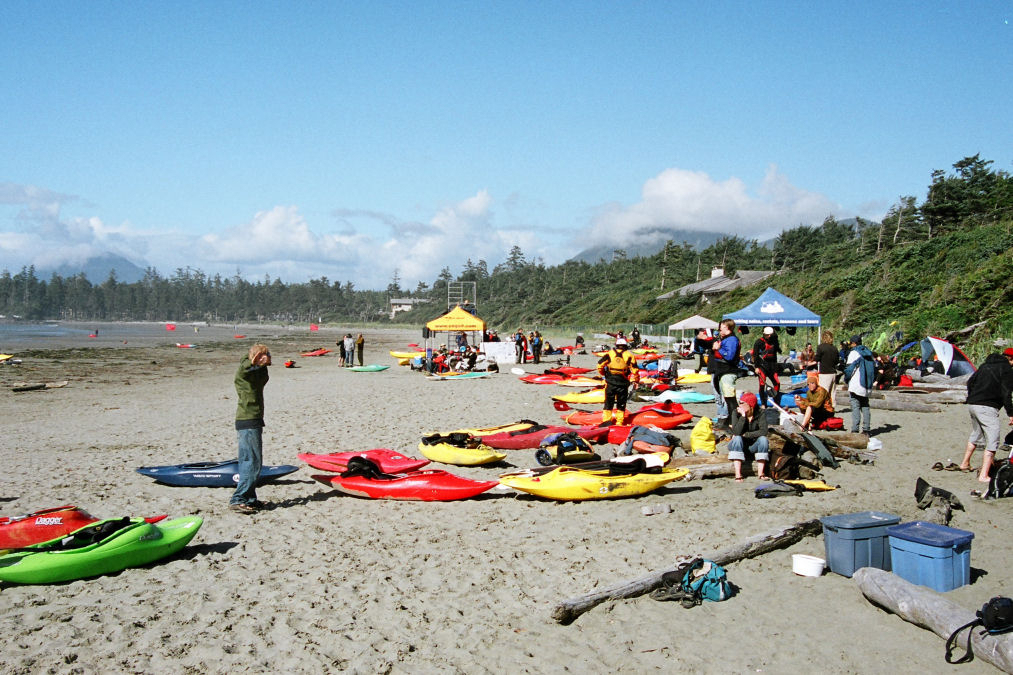
Competizione di surf kayak, costa occidentale dell'Isola di Vancouver.

Il surf kayaking è uno sport che consiste nel “cavalcare” le onde dell'oceano utilizzando un'imbarcazione chiamata surf kayak. Il surf kayaking ha molte somiglianze con il surf tradizionale, ma il surf kayak è progettato per essere utilizzato nelle zone di surf e prevede anche l'utilizzo di una pagaia. 
Ad oggi vengono utilizzati molti tipi di kayak, ma tutti quanti hanno l'obiettivo di sfruttare al meglio le onde per spingere l'imbarcazione stessa. 
Il surf kayaking è popolare in molte zone frequentate dai surfisti. La popolarità di questo sport è cresciuta negli ultimi decenni, a pari passo con l'ascesa del sea kayaking, e con il miglioramento di nuovi materiali e tecniche.

## Equipaggiamento

### Surf kayaks
Esistono diversi modelli di surf kayak per la disciplina. Essi sono dotati di un massimo di quattro pinne; il modello più comune ne possiede tre. Generalmente i surf kayak hanno fondi piatti e rotaie dure simili alle tavole da surf.
Il surf kayak è progettato in modo tale che quando viene usato esso sfrutti al massimo l'onda dell'oceano (un'onda in movimento), piuttosto che l'onda di un fiume (che è invece acqua in movimento). Essi sono in genere costituiti da compositi di vetro (miscele di fibra di carbonio, kevlar e fibra di vetro) o da plastica a stampaggio rotazionale.
Molti kayak sono utilizzati, come nel whitewater kayaking (un altro sport), su fiumi o rapide maree. 
Molti modelli whitewater possono essere dotati di pinne, per migliorare il controllo sul movimento sulla cresta dell'onda. (Vedi: Onda di oceano di superficie, Whitewater) 
I kayak da mare, generalmente utilizzati per gite di un giorno in acque aperte di laghi e mari, si adattano al surf kayaking. A causa della loro lunghezza, i kayak da mare sono difficili da manovrare sulla cresta delle onde. Le tecniche e le strategie utilizzate per sbarcare con il kayak possono essere considerate una sotto-disciplina del surf kayaking.  

### Pagaie
Tipicamente per il surf kayaking si tratta di pagaie doppie. La loro lunghezza è generalmente proporzionale alle dimensioni della barca e alla corporatura del canoista, ma comunque può variare dai 160 ai 230 centimetri.
Le pale sono spesso 'piumate' in modo tale che la pagaia passi agevolmente attraverso il labbro di un'onda quando si sta per infrangere. L'uso di pagaie piumate o meno varia a seconda delle preferenze personali. 
Occasionalmente vengono utilizzate anche pagaie semplici con una sola pala, tipo quelle da canoa. Probabilmente ciò accade per l'influenza del whitewater canoeing.
Le pagaie per il surf kayaking sono generalmente composte da materiali robusti: fibra di vetro, plastica e fibra di carbonio sono i più comuni.

## Fare surf nell'oceano
Quando il “mare è lungo” (cioè quando le onde si propagano oltre la zona in cui il vento le ha generate), è possibile fare surf con un kayak, aumentando così la propria velocità.
Le onde del “mare lungo”, avendo una distanza maggiore tra le creste generate dal vento, permettono ai kayak di mare e ad altre imbarcazioni lunghe di fare surf lungo il fronte dell'onda.
Questa tecnica può aggiungere miglia ad una gita di un giorno. .

## Pericoli
Come per tutti gli sport acquatici, il surf kayaking comporta dei rischi. Coloro che praticano questo sport dovrebbero acquisire esperienza per le varie altezze d'onda, ed indossare i dispositivi di sicurezza adeguati. 
Si dovrebbero indossare sempre il casco e il giubbotto salvagente. I pericoli che derivano dall'immersione in acqua fredda, come ad esempio l'ipotermia, dovrebbero essere prevenuti indossando una muta costituita da un idoneo materiale isolante. 
Le gite con i kayak da mare vedono molti danni associati ad incidenti in 'Surf Zone'.
Le tecniche utilizzate per sbarcare con i kayak da mare facendo surf in genere prevedono di seguire la cresta dell'onda per evitare di affrontare il mare.
È molto utile per il kayaker da mare che desidera sbarcare facendo surf sviluppare un forte "low brace" (che è una tecnica per mantenere l'equilibrio del kayak) fornendo in tal modo supporto all'imbarcazione ed evitando così che il kayak si capovolga sulla spiaggia. 
Quando si fa surf kayaking nelle zone tradizionali di surf e frequentate dai surfisti, bisogna seguire le regole di etica di essi (ovvero non droppare, il non stazionare sempre sul picco per prendere tutte le onde, e il dare la precedenza).
Le collisioni tra altri surf kayak o surfisti possono causare lesioni significative. [3] Si suggerisce ai meno esperti  di fare piccole e delicate soste (basta cercare i luoghi tipici del principiante).
Inoltre, poiché è abbastanza facile remando un kayak navigare parecchie miglia in cerca di onde, il surf kayaker può spesso esplorare parti della costa che sono inaccessibili alla media dei surfisti 
È stata registrata già la morte di un surf kayaker:
- È stata registrata già la morte di un surf kayaker: Un ragazzo di 27 anni è morto mentre faceva surf kayaking sulla costa di  Bastendorff , Oregon. Stava surfando solo e stava indossando un casco e il giubbotto di salvataggio. Era conosciuto come un canoista esperto.[2]